# Alberto de Montaud y Noguerol
Alberto de Montaud y Noguerol (1887-88 - 1969-70) fou un militar espanyol, era tinent coronel d'Enginyers i professor de fortificacions a l'Escola Superior de Guerra a Madrid al moment d'esclatar la Guerra Civil espanyola. Iniciat el conflicte, es va mantenir lleial a la Segona República Espanyola i va ser enviat pel govern republicà cap a Euskadi per a auxiliar les tropes basques que lluitaven contra els revoltats del bàndol nacional. En la pràctica Montaud va ser designat Cap de l'Estat Major de l'Eusko Gudarostea pel primer president del Govern d'Euzkadi, José Antonio Aguirre, el 6 de novembre de 1936, per qui sentia una admiració sense límits -“És la màxima capacitat militar que he conegut i té una preparació i cultura no ja popular sinó universal.”- El 9 de maig de 1937 Montaud va cessar en aquest càrrec, el qual va ser assumit personalment pel mateix lehendakari.
Ramos Oliveira, escriptor marxista, en el Tom III de la seva “Història d'Espanya” també diu: -“El Cap d'Estat Major, coronel Montaud, era també un home franc: "Els nostres camperols, si vostè vol sentir la veritat, estan més amb l'enemic que amb nosaltres."- Alberto de Montaud va dirigir, en la seva condició d'enginyer, la construcció de l'anomenat "Cinturó de Ferro", destinat a la defensa de Bilbao, l'eficàcia de la qual ha estat elogiada per uns i criticada per uns altres.
El 19 de juny de 1937, després de la caiguda de Bilbao, Alberto de Montaud va continuar servint en les forces republicanes situades en Astúries i Santander. En caure Gijón i acabar la guerra en el Nord d'Espanya, Montaud es va exiliar a França, i després a Veneçuela, on va residir durant trenta anys fins al seu retorn a Espanya. Va morir a Madrid a la fi de la dècada de 1960.

## Infància i joventut
Alberto de Montaud y Noguerol era fill de Gustavo Noguerol Adlert, militar, de la mateixa promoció en l'Acadèmia d'Infanteria de Toledo que Francisco Franco, i que va ser afusellat a Alacant el 1936. Alberto ingressa a l'Acadèmia d'Enginyers de Guadalajara.

## II República i Guerra Civil
Alberto Montaud Noguerol, que havia estat professor de Fortificació a l'Escola Superior de Guerra, va intervenir en la guerra civil, potser amb majors responsabilitats que el seu germà Gustavo, veient-se compromès, amb major o menor grau de voluntarietat, actuant amb el seu talent i la seva fidelitat en els fets que es van succeir en el front Nord fins a la seva conquesta per les tropes de Franco.
Quan Augusto Pérez Garmendia, Comandant Militar de Sant Sebastià, després de rendir les casernes de Loiola (que s'havien revoltat) va marxar contra les columnes del general Emilio Mola i va caure ferit i presoner (sent afusellat més tard), per fer front a la situació els comandaments de l'exèrcit republicà del Nord van haver de cridar a forces de Madrid. A tal fi va arribar des de Madrid a Lasarte, amb avió, el Comandant de Cavalleria Antonio San Juan Cañete per substituir Garmendia. La seva destinació anterior era el Centre de Mobilització núm. 1 de Madrid. Li va acompanyar el Comandant d'Enginyers del Servei d'Estat Major, Alberto Montaud Noguerol, que seria Cap d'E.M. Com a Cap de l'Estat Major de l'Exèrcit d'Euskadi) va quedar a les ordres directes del llavors Lehendakari José Antonio Aguirre.
En la reorganització efectuada l'11 de febrer de 1937, figura ja amb el grau de tinent coronel i, després, Comandant General d'Enginyers de l'Exèrcit d'Euskadi. Com a tal, va assistir al Consell de Guerra que es va celebrar a Bilbao el 14 de juliol de 1937 per decidir la sort de Bilbao i la seva defensa, així com l'evacuació de les seves indústries davant la imminent arribada de l'Exèrcit Nacional. Quan fou presa Bilbao, va passar Montaud acompanyant Aguirre a Santander, i, després van fugir a França després de la caiguda total del Front Nord.
Amb idèntica sort i circumstàncies que el seu germà Gustavo, va viure en l'exili, primer a França i després a Veneçuela quan ja amnistiat va tornar a Espanya a mitjan anys seixanta. Seguidament dva venir a Venta del Moro i va vendre totes les seves possessions.